# Internationales Puppentheaterfestival im Elbe-Elster-Land
Das Internationale Puppentheaterfestival im Elbe-Elster-Land ist eine einwöchige Veranstaltung, die seit 1998 regelmäßig Ende September im südbrandenburgischen Landkreis Elbe-Elster stattfindet.

## Geschichte

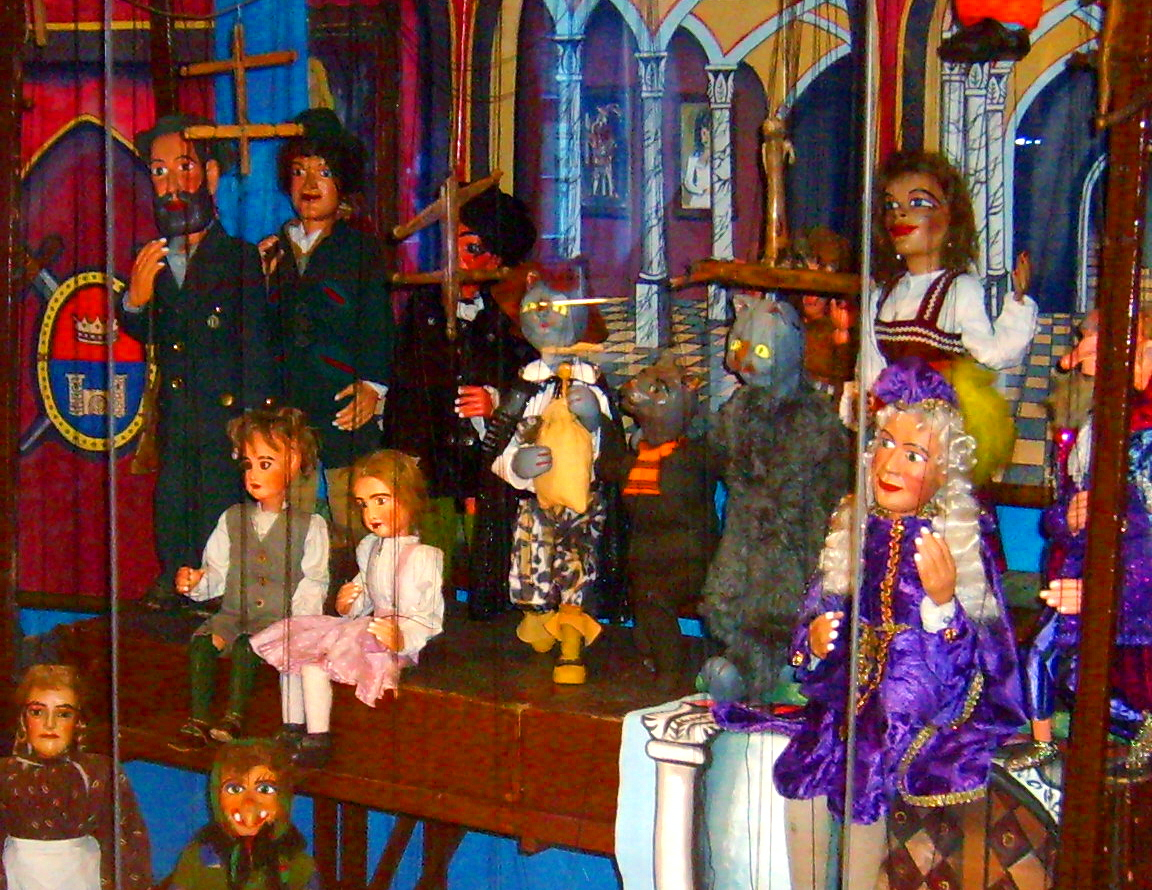
Marionettentheatersammlung Bad Liebenwerda

Das Elbe-Elster-Land gilt als eine Wiege des sächsischen Wandermarionettentheaters. Aus diesem Grund beschäftigt sich seit 1998 im Bad Liebenwerdaer Kreismuseum eine Dauerausstellung unter dem Titel Von der Schusterahle zum Marionettenzwirn mit der Geschichte des Marionettentheaters im Elbe-Elster-Gebiet. Um den Besuchern das Thema „Marionettentheater“ lebendig zu vermitteln, entstand  die Idee, ein Internationales Puppentheaterfestival ins Leben zu rufen und man begann, Puppenspieler einzuladen, die durch den gesamten Landkreis reisen, um in den Ortschaften Theaterstücke sowohl für Kinder als auch Erwachsene auf zu führen. Dabei kommen die Puppenspieler außer aus Deutschland auch aus weiteren Ländern der Welt, wie Belgien, Dänemark, der Schweiz und dem Libanon. Eröffnet wird das Puppentheaterfestival alljährlich im Refektorium des Klosters Doberlug. Weitere feste Programmpunkte sind „Die Lange Nacht des Puppenspiels“ und das "Kaspercafe" am. Abschlusswochenende in Bad Liebenwerda.